# Шандор Пуль
Шандор Пуль (угор. Puhl Sándor; 14 липня 1955, Мішкольц, Угорщина — 20 травня 2021) — угорський футбольний арбітр.

## Біографія
У п'ятнадцять років розпочав арбітраж футбольних поєдинків. З 1984 року обслуговував матчі елітного дивізіону чемпіонату Угорщини. На міжнародній арені працював з 1988 року. Був головним рефері на матчах чемпіонату світу 1994 у США і двох чемпіонатів Європи (1992, 1996).
Обслуговував фінал чемпіонату світу 1994 року (Бразилія — Італія — 3:2 у серії пенальті), фінал Ліги чемпіонів 1997 року («Боруссія» Дортмунд — «Ювентус» — 3:1) і перший поєдинок фіналу Кубку УЄФА 1993 року («Боруссія» Дортмунд — «Ювентус» — 1:3). Всього провів 30 матчів національних збірних, 40 — в європейських клубних турнірах і 225 — в еліті угорського футболу.
Чотири роки поспіль визнавався Міжнародною федерацією футбольної історії і статистики найкращим арбітром світу (1994–1997).